# ISO 16750
ISO 16750 标准，完整称呼为：道路车辆-电气和电子装备的环境条件及试验，是为车载电气和电子装备通常会遭遇的环境条件提供的详细指导标准。
ISO 16750标准有5个部分：
- ISO 16750-1：总则[1]
  - 第一章 範圍
  - 第二章 規範性參考文件
  - 第三章 詞彙定義
  - 第四章 依安裝位置分類
  - 第五章 操作模式
  - 第六章 功能狀態分類
  - 第七章 測試與要求
  - 第八章 名稱
- ISO 16750-2：电气环境[2]
- ISO 16750-3：机械环境[3]
- ISO 16750-4：气候环境[4]
- ISO 16750-5：化学环境[5]